# Gereja Kristen Indonesia Nederland
De Gereja Kristen Indonesia Nederland is een kerk op reformatorische grondslag met evangelische invloeden, maar tevens met een oecumenische doelstelling. De naam betekent “Indonesisch-Nederlands Christelijke Kerk"; overigens verwijst het Indonesische woord “Kristen” specifiek naar “protestants-christelijk”.

## Predikanten
Op 7 juli 1985 werd de kerk opgericht. Dr. Rudy Budiman was de eerste predikant van deze kerk. Hij moest als enige voorganger in de kerk bedienen. Hij reisde veel naar Amstelveen, Schiedam, Rijswijk, Arnhem en Den Haag om te preken.
Op 4 december 1993 werd Ds. Purboyo W. Susilaradeya als tweede predikant in het ambt bevestigd. Twee jaar later verbond dominee W.H.M. Reinders zich als deeltijdpredikant aan de GKIN; hij bleef tot het eind van het jaar 2000 in die functie aan. De derde voltijdspredikant werd dominee M.A.M. Sasabone die op 26 september 1996 werd bevestigd en tot 2008 veel werk verrichtte alvorens hij weer naar Bandung terugging. Op 15 februari 2003 nam Ds. Johannes Linandi de plaats in van Ds. Purboyo die in 2001 afscheid had genomen. In 2008 kwam Ds. Stanley Tjahjadi in de plaats van ds. Sasabone. Op 10 december 2009 overleed de nestor van de GKIN ds. Rudy Budiman op 82-jarige leeftijd. Hij was tot die tijd nog volop aan het werk binnen "zijn" GKIN.
In juli 2010 werd ds. Binsar J. Pakpahan bevestigd als predikant van de GKIN voor de tijd van één jaar, wat werd verlengd tot medio januari 2012.
Naast al deze predikanten maakt de GKIN dankbaar gebruik van een groot aantal gastpredikanten, veelal ook studenten uit Indonesië, die in Nederland een theologische studie volgen.

## Wording
De GKIN heeft haar wortels in de Indonesische Christelijke Kerk (GKI) van Java, die daar indertijd ontstond uit zendingsactiviteiten. Leden van die kerk hebben op 7 juli 1985 de (Nederlandse) GKIN gesticht. De kerk heeft nu vijf regio's in het land.

## Geestelijke zorg
De gemeenteleden zijn  mensen die op de een of andere manier een band met Indonesië hebben: Indonesiërs, Indische Nederlanders en Nederlanders. De  geestelijke zorg die zij behoeven, wordt deels bepaald door die band en de erbij behorende geloofsbeleving.
In de regio's Amstelveen, Rijswijk-Den Haag  en Tilburg worden wekelijkse diensten gehouden. In de overige regio's Arnhem-Nijmegen, en Rotterdam-Dordrecht worden tweewekelijkse diensten gehouden. De diensten zijn tweetalig: hetzij in het Indonesisch, hetzij in het Nederlands; de andere taal wordt dan geprojecteerd via de beamer, zodat beide talen ondersteund worden tijdens de dienst. Dit houdt verband met de uiteenlopende taalbeheersing van de doelgroep. Daarnaast zijn er in een aantal andere plaatsen nog huissamenkomsten en andere activiteiten. Ook zijn er nationale en regionale activiteiten. Er zijn twee predikanten in voltijdsverband. De kerk geeft een kwartaalblad uit (GKIN Nieuws) en een Bijbels dagboek (overdenkingen).

## Samenwerking
De GKIN is onafhankelijk van andere kerkgenootschappen, maar heeft samenwerkingsverbanden met Raden van Kerken, alsmede met andere Indonesische kerken in Nederland. Sinds april 2008 is de GKIN geassocieerd met de Protestantse Kerk in Nederland (PKN). Sinds 2014 heeft GKIN een MoU (Memorandum of Understanding) met GKI (Gereja Kristen Indonesia).